# Les Ardillats
Les Ardillats település Franciaországban, Rhône megyében. Lakosainak száma 616 fő (2022. január 1.). Les Ardillats Propières, Saint-Didier-sur-Beaujeu, Vernay, Beaujeu, Chénelette és Deux-Grosnes községekkel határos.

## Népesség
A település népességének változása:
| Lakosok száma | 623  | 633  | 641  | 622  | 616  | 611  | 606  | 603  | 616  |
|               | 2013 | 2015 | 2016 | 2017 | 2018 | 2019 | 2020 | 2021 | 2022 |